# موریانه دریایی
موریانه دریایی جنسی از جانوران دریازی است.
این سرده (جنس) ۵۶ گونه دارد و از خانواده موریانه‌های دریایی و راستهٔ جورپایان است.
موریانه‌های دریایی سخت‌پوستانی کوچک و بیشتر به رنگ سفید رنگ‌پریده هستند. طول آن‌ها ۱ تا ۴ میلیمتر است.